# Л
Л, Лл – Litera cyrylicy używana na oznaczenie różnych spółgłosek bardziej lub mniej zbliżonych do [l]:
- w alfabecie serbskim i macedońskim – [l];
- w alfabecie bułgarskim:
  - zasadniczo [ɫ],
  - przed И, Ю, Я – [ʎ];
- w alfabecie ukraińskim:
  - zasadniczo [ɫ],
  - przed Є (tylko w transkrypcji nazw obcych), І, Ь, Ю, Я – [ʎ],
  - przed Е, И możliwa wymowa [l];
- w alfabecie białoruskim i rosyjskim:
  - zasadniczo [ɫ],
  - przed Е, Ё, ros. И, błr. І, Ь, Ю, Я – [ʎ].

Litera Л pochodzi w prostej linii od greckiej litery Λ i zarówno w druku (zależnie od kroju czcionki), jak i w piśmie odręcznym może przybierać podobną lub nawet identyczną formę. Od litery Л utworzona została litera Љ.

## Kodowanie
| Znak                   | Л                          | Л                          | л                        | л                        |
| ---------------------- | -------------------------- | -------------------------- | ------------------------ | ------------------------ |
| Nazwa w Unikodzie      | Cyrillic Capital Letter El | Cyrillic Capital Letter El | Cyrillic Small Letter El | Cyrillic Small Letter El |
| Kodowanie              | dziesiątkowo               | szesnastkowo               | dziesiątkowo             | szesnastkowo             |
| Unicode                | 1051                       | U+041B                     | 1083                     | U+043B                   |
| UTF-8                  | 208 155                    | d0 9b                      | 208 187                  | d0 bb                    |
| Odwołania znakowe SGML | &#1051;                    | &#x041B;                   | &#1083;                  | &#x043B;                 |
| Macintosh Cyrillic     | 139                        | 8B                         | 235                      | EB                       |
| ISO 8859-5             | 187                        | BB                         | 219                      | DB                       |
| Windows-1251           | 203                        | CB                         | 235                      | EB                       |
| Code page 866          | 139                        | 8B                         | 171                      | AB                       |
| Code page 855          | 209                        | D1                         | 208                      | D0                       |
| KOI8-R i KOI8-U        | 236                        | EC                         | 204                      | CC                       |